# Weser
Weserul este un fluviu care este navigabil pe toată lungimea sa. Fluviul ia naștere în localitatea Hann. Münden, Saxonia Inferioară, Germania, prin unirea râurilor Werra și Fulda. Traversează apoi landurile Hessa, Renania de Nord - Westfalia, Saxonia Inferioară și Brema, făcând graniță naturală cu landurile Turingia și Saxonia-Anhalt, ca apoi să se verse la Bremerhaven în Marea Nordului.